# Arıl, Şehitkamil
Arıl là một thị trấn thuộc huyện Şehitkamil, tỉnh Gaziantep, Thổ Nhĩ Kỳ.